# Mikkel Diskerud
Mikkel ("Mix") Morgenstar Pålssønn Diskerud (Oslo, 2 oktober 1990) is een in Noorwegen geboren Amerikaanse voetballer.
Hij speelde eerder voor Stabæk Fotball en maakt deel uit van het Amerikaanse voetbalelftal, nadat hij speelde voor zowel Noorse als Amerikaanse jeugdselecties. Diskerud is een veelzijdige middenvelder die bij voorkeur als aanvallende middenvelder speelt, maar ook als rechter- en verdedigende middenvelder uit de voeten kan.
Op 31 januari 2012 werd bekend dat Diskerud naar de Belgische voetbalclub KAA Gent zou verhuizen. Dit op uitleenbasis, maar Gent dwong een aankoopoptie af. Aan het einde van de huurperiode besloot Gent er echter geen gebruik van te maken. In 2015 tekende hij een contract bij het Amerikaanse New York City FC uit de Major League Soccer.

## Clubcarrière

### Noorwegen
Diskerud startte zijn carrière bij Frigg, en werd er ontdekt door Stabæk tijdens een plaatselijk tornooi in Oslo. Hij begon te spelen bij hun jeugdploeg in 2005, terwijl hij daarnaast naar de sportschool ging (het Noors College voor Elite Sport). Hij startte regelmatig in de B-kern van de ploeg in de Noorse Tweede klasse in het seizoen 2006 en de volgende seizoenen. In 2008 hielp hij ook de jeugdploeg van de U19 om de Noorse Junior Cup te winnen.
Hij maakte zijn debuut in de eerste ploeg in een wedstrijd voor de Noorse voetbalbeker in 2008 tegen Vestfossen IF. Hij startte in het eerste elftal in de La Manga Cup in 2009, waar hij in zijn eerste wedstrijd na twee minuten scoorde. Hij speelde ook als invaller in de Super Final, de Noorse Super Cup, een week voor de competitie start. In de openingswedstrijd zat hij op de bank, maar in de tweede wedstrijd tegen SK Brann, kon hij zijn debuut maken in een reguliere competitiewedstrijd. Hij kwam tien minuten voor het einde van de wedstrijd in de ploeg en maakte de gelijkmaker in de 84ste minuut, waarna de wedstrijd op 1-1 eindigde. Hij speelde zijn eerste UEFA Champions League-wedstrijd als 18-jarige op 15 juli 2009, toen Stabæk tegen Tirana speelde in Albanië.
Nadat hij in 2009 actief als reservespeler werd gebruikt, werd hij in 2010 een basisspeler. Sindsdien maakt hij vast deel uit van de basisploeg als centrale speler.

### KAA Gent
Nadat er al enkele geruchten waren geweest maakte Diskerud op 31 januari 2012 de overstap naar de Belgische voetbalclub KAA Gent.
Op uitleenbasis, maar Gent bedwong een aankoopoptie, waardoor er geen enkele andere club met hem mag onderhandelen zonder de toestemming van de club. Als dit wel zou gebeuren en Diskerud getransfereerd zou worden naar een andere club mag Gent rekenen op een kleine vergoeding. In België komt hij zijn landgenoot Sacha Kljestan van RSC Anderlecht en zijn goede vriend Mushaga Bakenga van Club Brugge tegen. Hij zal in het shirt van De Buffalo's het rugnummer 21 bekleden. Zelf was hij direct onder de indruk van de stad Gent, liet hij zich ontvallen dat de infrastructuur bij Gent zeer professioneel oogt én was hij zeer gecharmeerd door het alom bekende Buffalo-logo omdat hij zelf deels native american is. Hij werd meteen geselecteerd voor de uitmatch tegen OH Leuven, maar hij bleef 90 minuten op de bank zitten en zag zijn ploegmaats met 2-3 winnen op Den Dreef. Ook een week later zat hij in de kern tegen aartsrivaal Club Brugge, maar ook deze keer bleef een debuut uit.
De volgende wedstrijd op verplaatsing bij Lokeren was het dan uiteindelijk toch zo ver: Diskerud begon als titularis aan de wedstrijd ter vervanging van de zieke Bernd Thijs. Bij zijn eerste wedstrijd, die op 1-1 eindigde, viel vooral zijn groot loopvermogen op en liet hij ook zijn voetballende kunsten al enkele keren zien. Hij werd na 75 minuten vervangen door aanvaller Zlatan Ljubijankic. In Het Laatste Nieuws zei Diskerud dat hij coach Trond Sollied dankbaar was omwille van zijn basisplaats. Hij gaf in datzelfde artikel ook aan dat hij weldra op 10-daagse stage zal vertrekken met het Olympisch elftal van Amerika, waarvan hij kapitein is, en dat Gent hem tijdens play-offs omwille van de daaropvolgende kwalificatiewedstrijden even zal moeten missen. Toch maakte hij voor de thuismatch tegen RAEC Bergen nog deel uit van kern, startte hij in de basis en maakte de 90 minuten vol in een wedstrijd die zijn team met 2-0 won. Diskerud leverde wel een zeer bleke prestatie af, net zoals de rest van het team, dat momenteel in een serieuze vormcrisis zit verwikkeld.

### New York City FC
Op 13 januari 2015 werd bekendgemaakt dat Diskerud een contract had getekend bij New York City FC, dat dat seizoen debuteerde in de Major League Soccer. Hij maakte zijn competitiedebuut op 8 maart 2015 tegen Orlando City SC. Diskerud maakte in die wedstrijd het eerste doelpunt in de geschiedenis van New York City FC. De wedstrijd eindigde uiteindelijk in een 1-1 gelijkspel door een late goal van Kaká.

## Clubstatistieken
| Seizoen     | Club             | Competitie          | Competitie | Competitie | Competitie | Beker | Beker | Beker | Internationaal | Internationaal | Internationaal | Totaal | Totaal | Totaal |
| Seizoen     | Club             | Competitie          | Wed.       | Dlp.       | Ass.       | Wed.  | Dlp.  | Ass.  | Wed.           | Dlp.           | Ass.           | Wed.   | Dlp.   | Ass.   |
| ----------- | ---------------- | ------------------- | ---------- | ---------- | ---------- | ----- | ----- | ----- | -------------- | -------------- | -------------- | ------ | ------ | ------ |
| 2009        | Stabæk Fotball   | Tippeligaen         | 21         | 3          | 1          | 0     | 0     | 0     | 5              | 0              | 0              | 26     | 3      | 1      |
| 2010        | Stabæk Fotball   | Tippeligaen         | 30         | 4          | 6          | 0     | 0     | 0     | 2              | 0              | 0              | 32     | 4      | 6      |
| 2011        | Stabæk Fotball   | Tippeligaen         | 30         | 3          | 3          | 0     | 0     | 0     | —              | —              | —              | 30     | 3      | 3      |
| Club Totaal | Club Totaal      | Club Totaal         | 81         | 10         | 10         | 0     | 0     | 0     | 7              | 0              | 0              | 88     | 10     | 10     |
| 2012        | → KAA Gent       | Eerste klasse       | 7          | 0          | 1          | 0     | 0     | 0     | —              | —              | —              | 7      | 0      | 1      |
| Club Totaal | Club Totaal      | Club Totaal         | 7          | 0          | 1          | 0     | 0     | 0     | 0              | 0              | 0              | 7      | 0      | 1      |
| 2012        | Rosenborg BK     | Tippeligaen         | 11         | 1          | 1          | 0     | 0     | 0     | 7              | 1              | 0              | 18     | 2      | 1      |
| 2013        | Rosenborg BK     | Tippeligaen         | 26         | 2          | 1          | 5     | 1     | 0     | —              | —              | —              | 31     | 3      | 1      |
| 2014        | Rosenborg BK     | Tippeligaen         | 22         | 2          | 3          | 2     | 0     | 0     | 5              | 1              | 1              | 29     | 3      | 4      |
| Club Totaal | Club Totaal      | Club Totaal         | 59         | 5          | 5          | 7     | 1     | 0     | 12             | 2              | 1              | 78     | 8      | 6      |
| 2015        | New York City FC | Major League Soccer | 27         | 3          | 0          | 1     | 0     | 0     | —              | —              | —              | 28     | 3      | 0      |
| 2016        | New York City FC | Major League Soccer | 12         | 1          | 2          | 1     | 0     | 0     | —              | —              | —              | 13     | 1      | 2      |
| Club Totaal | Club Totaal      | Club Totaal         | 39         | 4          | 2          | 2     | 0     | 0     | 0              | 0              | 0              | 41     | 4      | 2      |
| 2017        | → IFK Göteborg   | Allsvenskan         | 29         | 5          | 4          | 1     | 0     | 0     | —              | —              | —              | 30     | 5      | 4      |
| Club Totaal | Club Totaal      | Club Totaal         | 29         | 5          | 4          | 1     | 0     | 0     | 0              | 0              | 0              | 30     | 5      | 4      |
| 2018        | Manchester City  | Premier League      | —          | —          | —          | —     | —     | —     | —              | —              | —              | 0      | 0      | 0      |
| Club Totaal | Club Totaal      | Club Totaal         | 0          | 0          | 0          | 0     | 0     | 0     | 0              | 0              | 0              | 0      | 0      | 0      |
| 2018        | → IFK Göteborg   | Allsvenskan         | 12         | 2          | 1          | 5     | 2     | 0     | —              | —              | —              | 17     | 4      | 1      |
| Club Totaal | Club Totaal      | Club Totaal         | 41         | 7          | 5          | 6     | 2     | 0     | 0              | 0              | 0              | 47     | 9      | 5      |
| 2018        | → Ulsan Hyundai  | K League 1          | 17         | 2          | 0          | 5     | 0     | 0     | —              | —              | —              | 22     | 2      | 0      |
| 2019        | → Ulsan Hyundai  | K League 1          | 31         | 6          | 2          | 1     | 0     | 0     | 8              | 3              | 1              | 40     | 9      | 3      |
| Club Totaal | Club Totaal      | Club Totaal         | 48         | 8          | 2          | 6     | 0     | 0     | 8              | 3              | 1              | 62     | 11     | 3      |
| 2020        | → Helsingborgs   | Allsvenskan         | 28         | 2          | 1          | 0     | 0     | 0     | —              | —              | —              | 28     | 2      | 1      |
| Club Totaal | Club Totaal      | Club Totaal         | 28         | 2          | 1          | 0     | 0     | 0     | 0              | 0              | 0              | 28     | 2      | 1      |
| 2020/21     | Denizlispor      | Süper Lig           | 18         | 2          | 0          | 0     | 0     | 0     | —              | —              | —              | 18     | 2      | 0      |
| Club Totaal | Club Totaal      | Club Totaal         | 18         | 2          | 0          | 0     | 0     | 0     | 0              | 0              | 0              | 18     | 2      | 0      |
| 2021/22     | Omonia Nicosia   | Protathlima Cyta    | 23         | 2          | 0          | 6     | 0     | 0     | 10             | 0              | 0              | 39     | 2      | 0      |
| 2022/23     | Omonia Nicosia   | Protathlima Cyta    | 20         | 0          | 0          | 4     | 1     | 0     | 7              | 0              | 0              | 31     | 1      | 0      |
| Club Totaal | Club Totaal      | Club Totaal         | 43         | 2          | 0          | 10    | 1     | 0     | 17             | 0              | 0              | 70     | 3      | 0      |
| TOTAAL      | TOTAAL           | TOTAAL              | 364        | 40         | 26         | 31    | 4     | 0     | 44             | 5              | 2              | 439    | 49     | 28     |

## Interlandcarrière
Diskeruds moeder komt uit Arizona en zijn vader uit Noorwegen, waardoor hij zowel voor de Verenigde Staten als voor Noorwegen kan uitkomen. Nadat hij bij verschillende jeugdelftallen van zowel Noorwegen als de Verenigde Staten had gespeeld, koos hij uiteindelijk toch om voor het Amerikaanse voetbalelftal uit te komen.
Hij maakte zijn debuut voor het vaderland van zijn moeder op 17 november 2010 in de Nelson Mandela Challenge Cup tegen Zuid-Afrika. Hij gaf de assist voor het winnende doelpunt van Juan Agudelo. Hij motiveerde zijn keuze naar eigen zeggen door het principe "Wie eerst komt, is eerste keuze", al had hij in zijn eigen dromen liever voor beide elftallen tegelijk willen uitkomen. Op 28 juli 2013 won Diskerud met de Verenigde Staten de Gold Cup. Diskerud werd ook geselecteerd voor het WK voetbal 2014 waar hij geen minuut speelde.

## Trivia
- Zijn moeder gaf hem de bijnaam "Mix" toen hij leerde stappen en rondrende als een mixmaster (Engels voor "keukenmixer").